# Thủy tinh hóa

Một thí nghiệm thủy tinh hóa, sử dụng thủy tinh nóng chảy.

Thủy tinh hóa (Vitrification, từ tiếng Latinh vitrum nghĩa là 'thủy tinh', và tiếng Pháp vitrifier) là sự hóa rắn của một chất lỏng bằng cách tăng độ nhớt của nó khi nó nguội đi, không có sự kết tinh và do đó tạo ra một vật liệu rắn vô định hình (thủy tinh). Điều này có thể thực hiện được bằng cách chẳng hạn làm lạnh nhanh (chẳng hạn với nitơ lỏng), kết hợp với các phụ gia để ngăn chặn sự kết tinh.
Thủy tinh khác biệt với các chất lỏng về mặt cấu trúc và có bậc liên kết cao hơn với số chiều Hausdorff của các liên kết tương tự các tinh thể: dimH = 3.
Trong sản xuất đồ gốm sứ, thủy tinh hóa là nguyên nhân cho tính không thấm nước của sản phẩm.
Trên thực tế, thủy tinh hóa thường được thực hiện bằng cách nung nóng vật liệu đến khi chúng hóa lỏng, rồi làm nguội chất lỏng một cách nhanh chóng, sao cho nó đi qua điểm chuyển thủy tinh để hình thành nên chất rắn dạng thủy tinh. Một số phản ứng hóa học nhất định cũng tạo ra thủy tinh.
Dưới phương diện hóa học, thủy tinh hóa là tính chất của các vật liệu phi kết tinh hay các hệ bất ổn định và xảy ra khi liên kết giữa các hạt cấu tạo nên vật liệu (nguyên tử, phân tử, hay các khối nhỏ vật liệu) trở nên cao hơn một giá trị ngưỡng. Sự dao động nhiệt phá vỡ các liên kết; do đó, nhiệt độ càng thấp thì mức độ liên kết càng tăng. Bởi điều đó, các vật liệu vô định hình có một ngưỡng nhiệt độ đặc trưng được gọi là nhiệt độ chuyển thủy tinh (Tg): ở dưới Tg các vật liệu vô định hình có tính chất giống thủy tinh, trong khi ở trên Tg chúng nóng chảy.
Theo một nghĩa khác của từ này, sự chèn vật liệu vào một ma trận dạng thủy tinh cũng được gọi là thủy tinh hóa. Một ứng dụng là sự thủy tinh hóa các chất thải phóng xạ để thu được một chất được hy vọng là an toàn và ổn định hơn để xử lý.
Trong vụ phun trào núi lửa Vesuvius năm 79 sau Công nguyên, não của một nạn nhân đã bị thủy tinh hóa do sức nóng cực độ của tro núi lửa, tuy nhiên khẳng định này vẫn đang còn gây nhiều nghi vấn.

## Ứng dụng
Những ứng dụng phổ biến nhất là trong ngành làm gốm sứ, thủy tinh, và một số loại thực phẩm như kẹo bông; nhưng cũng có nhiều ứng dụng khác như trong bảo quản đông lạnh trong y tế.
- Khi làm thủy tinh, hỗn hợp nóng chảy được làm nguội đủ nhanh để chống sự kết tinh.
- Trong bảo quản đông lạnh và cryonics
- Trong bảo quản lạnh noãn bào một cách đồng nhất và không kết tinh